# 巴利·班倫
巴利·班倫（英語：Barry Bannan，1989年12月1日—），是一蘇格蘭足球運動員，司職中場，現時效力英冠球會錫周三。他效力英超阿士東維拉期間曾經被外借至打比郡、黑池和列斯聯效力。他亦先後代表過蘇格蘭U21、蘇格蘭B隊和蘇格蘭上陣。

## 球會

### 阿士東維拉
生於艾爾德里的班倫在當地球會倫齊展開其足球生涯，其後轉投阿士東維拉的青訓學院。2007/08球季，他代表阿士東維拉在英格蘭足球青年聯賽上陣32次並攻入13球，並協助球隊贏得冠軍。同時，他亦代表預備組出戰英格蘭足球預備組超級聯賽並贏得南部冠軍。隨著球季結束，他與球會簽訂兩年職業合約。11月，他獲當地電台選為當月最佳青年球員，他因而成為首位兩度贏得此獎項的阿士東維拉球員。12月17日，他在禾克斯公園球場以1-3的比分不敵德國球會漢堡的歐洲足協盃小組賽賽事中後備入替而處子上陣。2009年2月26日，他在歐洲足協盃32強以0-2的比分不敵俄超球會莫斯科中央陸軍的賽事中首次正選上陣。

### 打比郡
2009年3月，班倫被外借至英冠球會打比郡，為期一個月。他在巴拉摩徑球場以2-4的比分不敵錫菲聯的賽事中首次上陣並且攻入處子入球，其後他的借用期被延長至球季結束，總共代表打比郡上陣10次，攻入1球。其後，他重返阿士東維拉預備組並出戰對預備組北部冠軍新特蘭的附加賽，最終球隊以3-1的比分擊敗對手。

### 黑池
2009年11月，班倫被外借至英冠球會黑池。他在布隆菲爾德路球場以1-1逼和普雷斯頓的西蘭開夏郡打吡進行至87分鐘時後備入替而處子上陣。12月8日，他在以3-0的比分擊敗米杜士堡的賽事中首次正選上陣。2010年1月，他的借用期獲延長至球季結束。兩天後，他在以1-1逼和高雲地利的賽事中憑一記30碼外的笠射攻入其處子入球。2010年2月，他、伊斯梅爾·德蒙塔納克和尼爾·埃德利由於在主場不敵李斯特城後光顧夜總會而遭到時任領隊伊恩·荷路威的處分。他在溫布萊球場對卡迪夫城的英冠升班附加賽進行至最後兩分鐘時後備入替，球隊最終升班英超。

### 重返阿士東維拉
2010/11球季，班倫重返阿士東維拉並在揭幕戰對韋斯威的賽事進行至89分鐘時後備入替而首次在英超上陣。他在歐霸盃對維也納迅速的賽事中首次代表阿士東維拉取得入球。11月6日，他在對富咸的賽事中首次正選上陣，接著他在對黑池和曼聯的兩場賽事均正選上陣。他獲時任領隊熱拉爾·侯利亞給予上陣機會的最主要原因是陣中多名正選球員都因為受傷而缺陣。

### 列斯聯
2011年3月7日，班倫被外借至列斯聯直至2010/11球季結束。於上陣7場後，維拉於4月28日啟動借用條款提前召回班倫。

### 水晶宫
2013年9月2日，重返英超的水晶宫從阿士東維拉簽入23歲蘇格蘭代表班倫，轉會費金額並無公佈，合約為期三年。

## 國際賽
班倫曾經代表蘇格蘭U21出戰2011年歐洲U-21足球錦標賽外圍賽的首五場賽事。2009年3月28日，他在以1-0的比分擊敗阿爾巴尼亞U21的賽事中首次代表蘇格蘭U21上陣。11月15日，他協助球隊以4-0的比分擊敗阿塞拜疆U21。他在附加賽對奧地利U21的賽事中攻入其處子入球。
2009年5月6日，班倫在以3-0的比分擊敗北愛爾蘭B隊的賽事中首次代表蘇格蘭B隊上陣。2010年11月11日，他首次獲得蘇格蘭徵召出戰對法羅群島的賽事。
11月16日，班倫在以3-0的比分擊敗法羅群島隊的賽事中首次代表蘇格蘭隊上陣。他的表現使他獲時任領隊奇治·尼雲譽為蘇格蘭足球的明日之星。

## 踢球風格
班倫主要擔任中場中，但亦可以出任翼鋒。他較擅長利用左腳踢球。他擁有不少技能，其中以閱讀球賽和傳送能力最為人稱道。因此，時任阿士東維拉領隊熱拉爾·侯利亞將他比喻為巴塞隆拿中場沙維·靴南迪斯和安德烈斯·恩尼斯達。不過接手阿士東維拉數週的他稱：「他是一位聰穎的球員，他擅於閱讀球賽和適應賽事節奏。我不認為像沙維和恩尼斯達這樣的優秀球員是極有能力的。他們聰明，有技術，並且有爭勝心，這一切年輕的巴利都能夠符合。」伊恩·荷路威則形容他為「一名出色的足球員，極為賞心悅目。」
班倫的身高和踢風格使蘇格蘭國腳戴倫·費查將他與沙維·靴南迪斯、安德烈斯·恩尼斯達和保羅·史高斯比較。該名曼聯中場說道：「他是世界上最佳中場的典型。」
然而，班倫聲稱阿士東維拉前領隊馬田·奧尼爾曾經因為他的體型而懷疑過其能力。

## 私生活
班倫出生在艾爾德里，他的父親叫作詹姆斯（James），母親則是凱瑟琳（Kathleen），現居於科特布里奇。
班倫7歲的時候，他早已經歷過四次手術。第一次是因為疝，第二和第三次是因為他的腎內有管道阻塞，第四次則是切除闌尾。
長大後，班倫成為些路迪的支持者。他童年時的偶像是中場史迪利安·柏度夫，其後與他一同在阿士東維拉並肩作戰。
班倫稱自己是懶散的足球員，有一次他開玩笑稱通過駕駛考試比踢球來得還要更加緊張。無獨有偶，他的駕車師傅就是前阿士東維拉球員派特·赫德。
2011年10月24日班倫與轉投的舊隊友占士·哥連斯（James Collins Jnr）因涉嫌醉駕及於撞車後不顧而去而被拘捕。

## 榮譽

### 阿士東維拉
- 英格蘭足球青年聯賽冠軍：2007–08
- 和平盃冠軍：2009
- 英格蘭足球預備組超級聯賽冠軍：2008–09、2009–10

### 黑池
- 英冠附加賽：2010

## 外部連結
- 足球数据库：巴利·班倫的球员统计数据
- 水晶宫官網 巴利·班倫資料
- Barry Bannan profile Aston Villa FC
- 巴利·班倫 — 蘇格蘭足球協會